# Идеограм (предузеће)
Идеограм је српско предузеће које се бави издаваштвом DVD-ова и синхронизацијом анимираног и играног садржаја.

## Сарадња

### Студији
- Хепи ТВ

### ТВ канали
- Декси ТВ
- Хепи ТВ
- Студио Б
- Пинк 2
- Пинк кидс
- РТВ

### Издавачке куће
- Голд аудио видео

## Синхронизације
је радио телевизијске и DVD синхронизације.
| Година | Наслов                           | Емитовање                                          |
| ------ | -------------------------------- | -------------------------------------------------- |
| 2010.  | Авантуре малог Пере              | Хепи ТВ                                            |
| 2010.  | Барби: савршени Божић            | Хепи ТВ Минимакс                                   |
| 2010.  | Барби и Крцко Орашчић            | Хепи ТВ                                            |
| 2010.  | Мали Хероји                      | Хепи ТВ                                            |
| 2011.  | Тајни свет меде Бенџамина        | Хепи ТВ РТВ Минимакс                               |
| 2011.  | Мегаминималс                     | Хепи ТВ                                            |
| 2011.  | Сабринин тајни живот             | Хепи ТВ                                            |
| 2011.  | Земља коња                       | Хепи ТВ                                            |
| 2011.  | Повратак малог тигра             | Хепи ТВ                                            |
| 2011.  | Торк                             | Хепи ТВ                                            |
| 2011.  | Боба и Биба                      | Хепи ТВ                                            |
| 2011.  | Дино ратник                      | Хепи ТВ                                            |
| 2011.  | Мали играч Гоа                   | Хепи ТВ                                            |
| 2011.  | Метеор и моћни камиони           | Хепи ТВ                                            |
| 2011.  | Чаробњак магичне флауте          | -                                                  |
| 2011.  | Мале бубице имају велику мудрост | -                                                  |
| 2011.  | Бајка о Тибету                   | Хепи ТВ                                            |
| 2011.  | Бони Меда                        | -                                                  |
| 2011.  | Скривено благо Вомпки шуме       | Хепи ТВ РТВ 1                                      |
| 2011.  | Сребрна крила                    | Хепи ТВ                                            |
| 2011.  | Магични колут блага краља ирваса | Хепи ТВ                                            |
| 2011.  | Ухватимо Деда Мраза              | Студио Б                                           |
| 2011.  | Сабрина: Пријатељи заувек        | Хепи ТВ Студио Б                                   |
| 2011.  | Божић у Вомпки шуми              | Хепи ТВ РТВ 1                                      |
| 2011.  | Абу, мали диносаурус             | Хепи ТВ                                            |
| 2011.  | Змајеви: Ватра и лед             | Хепи ТВ                                            |
| 2011.  | Змајеви 2: Метално доба          | Хепи ТВ                                            |
| 2011.  | З-Куад                           | Хепи ТВ                                            |
| 2012.  | Становници залене шуме           | Хепи ТВ                                            |
| 2012.  | У потрази за Саром               | Хепи ТВ                                            |
| 2012.  | Порекло 12 чувара                | Хепи ТВ                                            |
| 2012.  | Порекло 7 чувара                 | Хепи ТВ                                            |
| 2012.  | Магичне Око Авантуре             | -                                                  |
| 2012.  | Ловци на змајеве                 | Хепи ТВ                                            |
| 2012.  | Мали Дуби Мој Зеленодрво         | -                                                  |
| 2012.  | Моји џепни љубимци               | Хепи ТВ                                            |
| 2012.  | Зоки На Веселој Фарми            | Хепи ТВ                                            |
| 2012.  | Звездалиште                      | Хепи ТВ                                            |
| 2012.  | Гормити                          | Хепи ТВ                                            |
| 2012.  | 20000 миља под морем             | Студио Б                                           |
| 2012.  | Пилећи паприкаш                  | -                                                  |
| 2012.  | Град Њу Стар                     | -                                                  |
| 2012.  | Острво диносауруса               | Студио Б                                           |
| 2012.  | Залив шкољки                     | Хепи ТВ                                            |
| 2012.  | Ешли краљ мајмуна                | Хепи ТВ                                            |
| 2012.  | Легенда о Неши                   | Хепи ТВ                                            |
| 2012.  | Барби: Феритопија                | Хепи ТВ                                            |
| 2012.  | Барби као Златокоса              | Хепи ТВ                                            |
| 2012.  | Барби: лабудово језеро           | Хепи ТВ                                            |
| 2012.  | Барби као принцеза и просјакиња  | Хепи ТВ                                            |
| 2012.  | Барби - острвска принцеза        | Хепи ТВ Минимакс                                   |
| 2012.  | Барби Мерипоза                   | Хепи ТВ                                            |
| 2012.  | Барби у модној бајци             | Хепи ТВ                                            |
| 2012.  | Барби: тајне виле                | Хепи ТВ Минимакс                                   |
| 2012.  | Принцеза Барби и школа манира    | Хепи ТВ                                            |
| 2012.  | Барби и три мускетара            | Хепи ТВ                                            |
| 2012.  | Барби у причи о сирени           | Хепи ТВ                                            |
| 2012.  | Барби и дијамантски замак        | Хепи ТВ Минимакс                                   |
| 2012.  | Генератор Рекс                   | Хепи ТВ                                            |
| 2012.  | Побуна диносауруса               | Хепи ТВ                                            |
| 2012.  | Шарени вилењаци                  | Хепи ТВ                                            |
| 2012.  | Винкс (сезона 5)                 | Хепи ТВ Никелодеон Пинк 2 Пинк кидс РТВ 1 Декси ТВ |
| 2012.  | Нинџа корњаче: Нова мутација     | Хепи ТВ                                            |
| 2012.  | Моћни ренџери: Самураји          | Хепи ТВ                                            |
| 2012.  | Моћни ренџери: Суперсамураји     | Хепи ТВ                                            |
| 2012.  | Покемон: Црно и бело             | Хепи ТВ                                            |

## Документарни програм
- Слонови 21. века
- Античке цивилизације
- Напад на терор
- Изазов велике мачке
- Биотерор
- Биотероризам: Истина
- Вијајући висину танга
- Гепарди: Браћа по крви
- Евита: Њена права прича
- Око олује
- Ратни генерали
- Духови ханибалских острва
- Духови великог сланог језера
- Глобално загрејавање
- Хеликоптерски ратови
- Сећајући се Елвиса
- Гласови кроз време
- Митраљез
- Ова љута Земља
- Ова љута Земља — Вулкани
- Предатори у опасности
- Узбуђења, падања и дрхтавице
- Дивљи свет спорта — блупери!
- У стварном животу
- Изненађење! То је јестиво фантастично!
- Сирова Природа
- Невидљива места
- итд.

## ТВ серије
- 48 сати
- 7 живота
- Дангубе!
- Из Икс у Икс
- Царство Кин
- РИС — докази криминала
- Краљице
- Црвени орао
- Тотално нови талас
- итд.